# Gian Battista Odone
Gian Battista Odone (Genova, 18 maggio 1928 – Sestri Levante, 29 aprile 2020) è stato un calciatore italiano, di ruolo centrocampista.

## Biografia
È morto nel 2020, vittima del COVID-19. La notizia del decesso è stata data dal figlio.

## Carriera

### Calciatore
Giocò in Serie A per tre stagioni con Genoa e Novara dal 1947 al 1950 per complessive 33 presenze e due reti in massima serie, e per sette stagioni dal 1951 al 1958 in Serie B (90 presenze e una rete) con le maglie di Genoa, Pro Patria, Treviso  e Marzotto.

### Allenatore
Divenne allenatore/calciatore del Sestri Levante.

## Palmarès

### Giocatore

#### Competizioni nazionali
- Serie B: 1

Genoa: 1952-1953